# Thomas Groß (Schauspieler)
Thomas Martin Groß (* 1976 in Waiblingen) ist ein deutscher Schauspieler und Kulturmanager.

## Leben
Groß erhielt seine Schauspielausbildung von 1997 bis 2000 am Spielhaus Stuttgart mit Gesangsausbildung bei Darinka Segota und anschließender weiterer Ausbildung bei Stephan Dierichs in Berlin.
Groß hatte Theaterengagements am Tiroler Landestheater Innsbruck, am Theater Garage X und an der Scala in Wien, am Theater in der Drachengasse in Wien, am Staatstheater Stuttgart, am Alten Schauspielhaus Stuttgart, an der Württembergischen Landesbühne Esslingen (WLB Esslingen), am Theater Konstanz, am Stadttheater Mödling, an den Bühnen der Stadt Bielefeld, an der Neuköllner Oper (Februar/März 2006, als Michi/Traumgestalt in Die letzte Show von Lutz Hübner), am Schauspielhaus Zürich und Theater in der Josefstadt. Ab 2001 wirkte er in mehreren Produktionen am Landestheater Burghofbühne Dinslaken mit. Am Hansatheater in Berlin spielte er 2004/05 die Uraufführungsserie des Stücks Der Mond von Malibu von Curth Flatow. Im Sommer 2017 gastierte er in einer Hauptrolle beim Festival „Sommernachtskomödie Rosenburg“ im Kamptal.
Er war außerdem in mehreren deutschen und österreichischen TV-Produktionen zu sehen u. a. in SOKO Kitzbühel (ZDF/ORF), Die lange Welle hinterm Kiel (ARD/ORF), Schnell ermittelt (ORF), Annas zweite Chance (ARD) und Das Glück dieser Erde (ARD/MDR/ORF).
Als Rezitator trat er mit eigenen Programmen hervor. Er gab u. a. Lesungen mit Briefen und Gedichten von Paul Celan (Studio Molière Wien) und Gedichten von Allen Ginsberg (Theater Scala Wien). Groß arbeitete außerdem als Hörspielsprecher und nahm verschiedene Hörspiele und Hörbücher auf.
Parallel zu seiner Tätigkeit als Schauspieler absolvierte Groß das Studium „Kulturmanagement“ an der Universität für Musik und darstellende Kunst Wien. Er verantwortete mittlere und große EU-Projekte im Festival- und Musiktheaterbereich. Unter anderem war er als Produktionsleiter für die europäischen Kulturhauptstädte Marseille und Košice tätig. Seit Juni 2018 ist er Geschäftsführer der Burg Gars GmbH. Seit April 2019 ist Groß kaufmännischer Geschäftsführer der Gandersheimer Domfestspiele gGmbH.
Groß ist verheiratet und Vater von drei Kindern (zwei Söhne, eine Tochter). Er lebt mit seiner am Konzerthaus Wien als Musikvermittlerin und Regisseurin tätigen Ehefrau und seinen Kindern seit vielen Jahren in Wien.

## Filmografie (Auswahl)
- 2009: Anna zweite Chance (Fernsehfilm)
- 2011: Schnell ermittelt: Klaus Karner (Fernsehserie, eine Folge)
- 2011: Das Glück dieser Erde (Fernsehserie)
- 2012: Die lange Welle hinterm Kiel (Fernsehfilm)
- 2012: SOKO Kitzbühel: Casino (Fernsehserie, eine Folge)